# Typhula umbrina
Typhula umbrina är en svampart som beskrevs av Remsberg 1940. Typhula umbrina ingår i släktet Typhula och familjen trådklubbor.   Inga underarter finns listade i Catalogue of Life.